# Per Boye Hansen

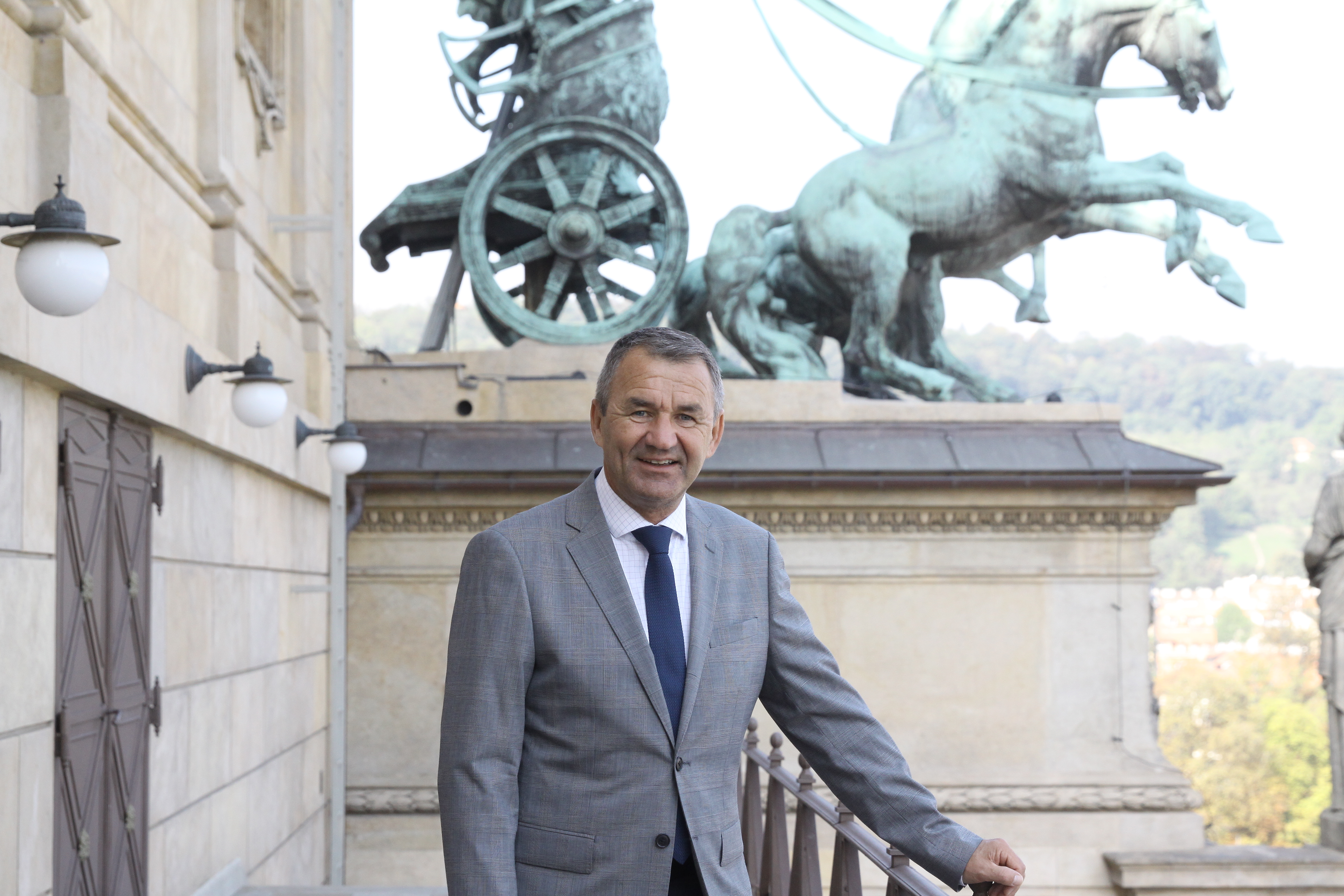
Per Boye Hansen, 2018

Per Boye Hansen (* 11. Oktober 1957 in Oslo) ist ein norwegischer Operndirektor.

## Leben
Hansen studierte Theaterwissenschaft und Musiktheaterregie in Oslo und Essen.
1983 gründete er die Oslo Sommeroper; 1988 war er Regieassistent an der Kölner Oper.
Ab 1990 war er in Oslo als Künstleragent tätig.
Von 2003 bis 2005 arbeitete er als Betriebs- und Operndirektor an der Komischen Oper Berlin.
Von 2005 bis 2011 leitete er die Festspiele von Bergen. 2011 wurde er in das Komitee des Internationalen Ibsen-Preises berufen.
Hansen wurde im Jahre 2012 Chef von Den Norske Opera & Ballett. Er gab jedoch im Mai 2015 bekannt, sein Vertrag werde nicht über den August 2017 hinaus verlängert. Grund hierfür sei ein fehlendes wechselseitiges Verständnis. Am 1. August 2019 übernahm er die Leitung des Verbunds von Nationaltheater und Staatsoper in Prag.